# チゴニョーラ
チゴニョーラ（伊: Cigognola）は、イタリア共和国ロンバルディア州パヴィーア県にある、人口約1,300人の基礎自治体（コムーネ）。

## 地理

### 位置・広がり

#### 隣接コムーネ
隣接するコムーネは以下の通り。
- ブローニ
- カンネート・パヴェーゼ
- カスターナ
- ピエトラ・デ・ジョルジ

### 気候分類・地震分類
気候分類では、zona E, 2998 GGに分類される。
また、イタリアの地震リスク階級 (it) では、zona 3 (sismicità bassa) に分類される
。

## 行政

### 分離集落
チゴニョーラには、以下の分離集落（フラツィオーネ）がある。
- Casa Valenti, Cascina Stefano, Case del Piano, Colombera, Regondè, Rivara, Valle Cima, Valle Fondo, Valle Mezzo, Vallescuropasso, Vicomune